# Casimir Delavigne

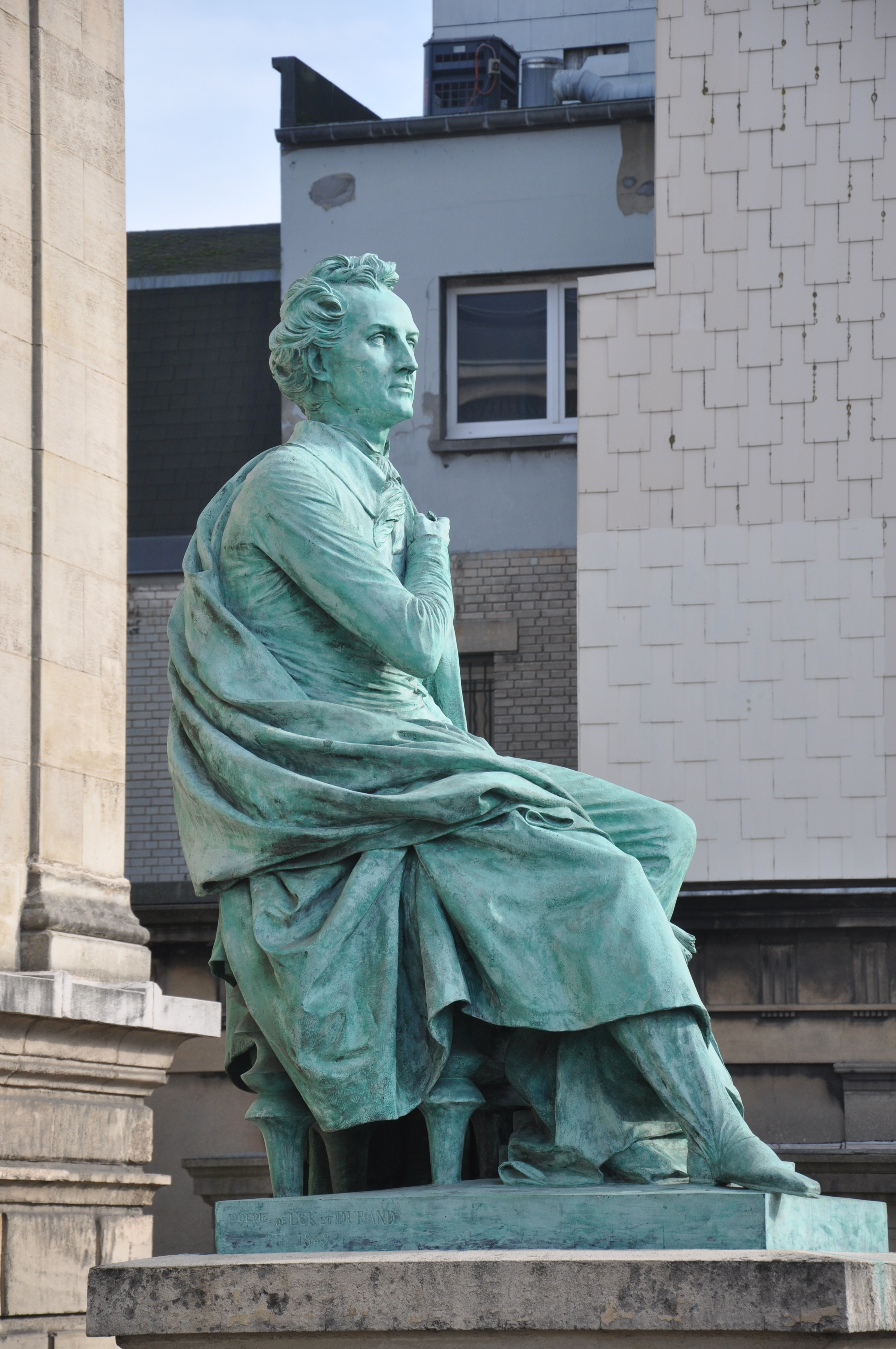
Casimir Delavigne, staty av David d'Angers.

Casimir Jean François Delavigne, född 4 april 1793 i Le Havre, död 11 december 1843, var en fransk skald och dramatiker. Han var bror till Germain Delavigne.
Delavigne var från 1825 medlem av Franska akademin. Ett av Delavignes tidigare verk behandlade Charles XII à Narva (1813). Han blev berömd genom tre elegier, som han kallade Messéniennes, och som skildrade Frankrikes motstånd mot de allierades två invasioner och hänsyftade på det peloponnesiska folkets långa motstånd mot spartanerna och deras bundsförvanter. Delavigne följde med sympati grekernas frihetskamp. Under julirevolutionen 1830 improviserade han en hymn, "La parisienne", tonsatt av Daniel-François-Esprit Auber, vilken en tid som en ny Marseljäs levde på folkets läppar. Bland hans dramer och tragedier märks Le Paria (1821, med körer), Marino Falieri (1829), Louis XI (1832), Les enfants d'Édouard (1833) med flera. Delavigne har även författat komedier som La princesse Aurélie (1828), Don Juan d'Autriche (1835) med flera.

## Svenska översättningar
- Giftermål på gamla dagar (efter L'école des vieillards) (översättning Herman Anders Kullberg, Norstedt, 1830)
- Don Juan af Österrike: skådespel i fem akter (Don Juan d'Autriche) (översättning Fredrik Niklas Berg, Hjerta, 1840)
- Cid och hans dotter: tragedi i 3 akter (översättning Carl Johan Puke, Norstedt, 1843)